# Voetbalelftal van Bosnië en Herzegovina in 2010
Het voetbalelftal van Bosnië en Herzegovina speelde in totaal negen interlands in het jaar 2010, waaronder drie wedstrijden in de kwalificatiereeks voor de EK-eindronde 2012 in Polen en Oekraïne. De selectie stond voor het eerst onder leiding van oud-international Safet Sušić. Hij trad aan als opvolger van Miroslav Blažević, die in het voorafgaande jaar was opgestapt na de dubbele nederlaag (twee keer 1-0) tegen Portugal in de play-offs van het kwalificatietoernooi voor het WK voetbal 2010. Op de FIFA-wereldranglijst steeg Bosnië en Herzegovina in 2010 van de 51ste (januari 2010) naar de 44ste plaats (december 2010).

## Balans
| Wedstrijden | Wedstrijden | Wedstrijden | Wedstrijden | Doelpunten | Doelpunten | Doelpunten | Punten |
| Gespeeld    | Winst       | Gelijk      | Verlies     | Voor       | Tegen      | Saldo      | Punten |
| ----------- | ----------- | ----------- | ----------- | ---------- | ---------- | ---------- | ------ |
| 9           | 3           | 3           | 3           | 15         | 16         | –1         | 1.000  |

## Interlands
|                                                              |                                       |       |                    |                                                                                  |
| 3 maart Vriendschappelijk № 128 «onderlinge duels» 16:30 uur | Bosnië en Herz.                       | 2 – 1 | Ghana              | Koševo Stadion, Sarajevo Toeschouwers: 5.822 Scheidsrechter: Damir Batinic (CRO) |
| 3 maart Vriendschappelijk № 128 «onderlinge duels» 16:30 uur | Vedad Ibišević 40' Miralem Pjanić 65' |       | 22' Sulley Muntari | Koševo Stadion, Sarajevo Toeschouwers: 5.822 Scheidsrechter: Damir Batinic (CRO) |

|                                                             |                                                                      |       |                                   |                                                                                |
| 29 mei Vriendschappelijk № 129 «onderlinge duels» 18:00 uur | Zweden                                                               | 4 – 2 | Bosnië en Her.                    | Råsunda Stadion, Solna Toeschouwers: 22.589 Scheidsrechter: Manuel Gräfe (GER) |
| 29 mei Vriendschappelijk № 129 «onderlinge duels» 18:00 uur | Ola Toivonen 44' Jonas Olsson 68' Jonas Olsson 82' Marcus Berg 90+2' |       | 47' Sejad Salihović 90' Ermin Zec | Råsunda Stadion, Solna Toeschouwers: 22.589 Scheidsrechter: Manuel Gräfe (GER) |

|                                                             |                                                                                      |       |                |                                                                                        |
| 3 juni Vriendschappelijk № 130 «onderlinge duels» 19:30 uur | Duitsland                                                                            | 3 – 1 | Bosnië en Her. | Commerzbank-Arena, Frankfurt Toeschouwers: 48.000 Scheidsrechter: Nicola Rizzoli (ITA) |
| 3 juni Vriendschappelijk № 130 «onderlinge duels» 19:30 uur | Philipp Lahm 50' Bastian Schweinsteiger 73' (pen.) Bastian Schweinsteiger 77' (pen.) |       | 15' Edin Džeko | Commerzbank-Arena, Frankfurt Toeschouwers: 48.000 Scheidsrechter: Nicola Rizzoli (ITA) |

|                                                                  |                   |       |                        |                                                                                      |
| 10 augustus Vriendschappelijk № 131 «onderlinge duels» 19:15 uur | Bosnië en Herz.   | 1 – 1 | Qatar                  | Grbavica Stadion, Sarajevo Toeschouwers: 18.000 Scheidsrechter: Domagoj Vučkov (CRO) |
| 10 augustus Vriendschappelijk № 131 «onderlinge duels» 19:15 uur | Vedad Ibišević 9' |       | 58' (pen.) Wesam Rizik | Grbavica Stadion, Sarajevo Toeschouwers: 18.000 Scheidsrechter: Domagoj Vučkov (CRO) |

|                                                                        |           |                                                      |                |                                                                                          |
| 3 september EK-kwalificatie Groep D № 132 «onderlinge duels» 19:15 uur | Luxemburg | 0 – 3                                                | Bosnië en Her. | Stade Josy Barthel, Luxemburg Toeschouwers: 7.327 Scheidsrechter: Veaceslav Banari (MDA) |
| 3 september EK-kwalificatie Groep D № 132 «onderlinge duels» 19:15 uur |           | 6' Senijad Ibričić 12' Miralem Pjanić 16' Edin Džeko |                | Stade Josy Barthel, Luxemburg Toeschouwers: 7.327 Scheidsrechter: Veaceslav Banari (MDA) |

|                                                                        |                 |                                       |           |                                                                                 |
| 7 september EK-kwalificatie Groep D № 133 «onderlinge duels» 20:00 uur | Bosnië en Herz. | 0 – 2                                 | Frankrijk | Koševo Stadion, Sarajevo Toeschouwers: 30.000 Scheidsrechter: Felix Brych (GER) |
| 7 september EK-kwalificatie Groep D № 133 «onderlinge duels» 20:00 uur |                 | 72' Karim Benzema 78' Florent Malouda |           | Koševo Stadion, Sarajevo Toeschouwers: 30.000 Scheidsrechter: Felix Brych (GER) |

|                                                                      |                  |       |                    |                                                                                          |
| 8 oktober EK-kwalificatie Groep D № 134 «onderlinge duels» 19:30 uur | Albanië          | 1 – 1 | Bosnië en Her.     | Qemal Stafastadion, Tirana Toeschouwers: 14.220 Scheidsrechter: Kristinn Jakobsson (ISL) |
| 8 oktober EK-kwalificatie Groep D № 134 «onderlinge duels» 19:30 uur | Klodian Duro 45' |       | 21' Vedad Ibišević | Qemal Stafastadion, Tirana Toeschouwers: 14.220 Scheidsrechter: Kristinn Jakobsson (ISL) |

|                                                                  |                                  |       |                                                        |                                                                                    |
| 17 november Vriendschappelijk № 135 «onderlinge duels» 16:00 uur | Slowakije                        | 2 – 3 | Bosnië en Her.                                         | Tehelné Pole, Bratislava Toeschouwers: 7.822 Scheidsrechter: Tomasz Mikulski (POL) |
| 17 november Vriendschappelijk № 135 «onderlinge duels» 16:00 uur | Filip Šebo 3' Peter Grajciar 63' |       | 28' Haris Medunjanin 50' Miralem Pjanić 60' Edin Džeko | Tehelné Pole, Bratislava Toeschouwers: 7.822 Scheidsrechter: Tomasz Mikulski (POL) |

|                                                                  |                                  |       |                                                   |                                                                                                |
| 10 december Vriendschappelijk № 136 «onderlinge duels» 20:30 uur | Polen                            | 2 – 2 | Bosnië en Her.                                    | Mardan Sports Complex, Antalya Toeschouwers: 42.000 Scheidsrechter: Mustafa Öğretmenoğlu (TUR) |
| 10 december Vriendschappelijk № 136 «onderlinge duels» 20:30 uur | Paweł Brożek 7' Paweł Brożek 52' |       | 23' Muhamed Subašić 55' (pen.) Zvjezdan Misimović | Mardan Sports Complex, Antalya Toeschouwers: 42.000 Scheidsrechter: Mustafa Öğretmenoğlu (TUR) |

## FIFA-wereldranglijst
| JAN | FEB | MAR | APR | MEI | JUN | JUL | AUG | SEP | OKT | NOV | DEC |
| --- | --- | --- | --- | --- | --- | --- | --- | --- | --- | --- | --- |
| 51  | 48  | 47  | 51  | 51  | 51  | 57  | 57  | 58  | 53  | 51  | 44  |

## Statistieken
| Kenan Hasagić      | 1980-02-01 | İstanbul Büyükşehir  | 6 | 0 | 0 | 36 | 0 |
| Ibrahim Šehić      | 1988-09-02 | Željezničar Sarajevo | 2 | 0 | 0 | 2  | 0 |
| Asmir Begović      | 1987-06-20 | Stoke City           | 1 | 2 | 0 | 4  | 0 |
| Asmir Avdukić      | 1981-05-13 | Borac Banja Luka     | 0 | 1 | 0 | 2  | 0 |
| Verdediging        |            |                      |   |   |   |    |   |
| Emir Spahić        | 1980-08-18 | Montpellier HSC      | 8 | 0 | 0 | 44 | 2 |
| Safet Nadarević    | 1980-08-30 | Eskişehirspor        | 5 | 1 | 0 | 27 | 0 |
| Adnan Mravac       | 1982-04-10 | KVC Westerlo         | 4 | 0 | 0 | 9  | 0 |
| Mensur Mujdža      | 1984-03-28 | SC Freiburg          | 4 | 0 | 0 | 4  | 0 |
| Sanel Jahić        | 1981-12-10 | AEK Athene           | 3 | 3 | 0 | 18 | 1 |
| Boris Pandža       | 1986-12-15 | KV Mechelen          | 2 | 2 | 0 | 12 | 0 |
| Muhamed Subašić    | 1988-03-19 | FK Olimpik Sarajevo  | 1 | 1 | 1 | 2  | 1 |
| Josip Barišić      | 1983-08-12 | Hajduk Split         | 1 | 0 | 0 | 1  | 0 |
| Semir Kerla        | 1987-09-26 | MGS Panserraikos     | 1 | 0 | 0 | 1  | 0 |
| Ognjen Vranješ     | 1989-10-24 | Sheriff Tiraspol     | 1 | 0 | 0 | 1  | 0 |
| Džemal Berberović  | 1981-11-05 | Litex Lovech         | 0 | 2 | 0 | 33 | 0 |
| Muhamed Bešić      | 1992-09-10 | Hamburger SV         | 0 | 1 | 0 | 1  | 0 |
| Sedin Torlak       | 1985-01-12 | FK Sarajevo          | 0 | 1 | 0 | 1  | 0 |
| Velibor Vasilić    | 1980-06-13 | Željezničar Sarajevo | 0 | 1 | 0 | 3  | 0 |
| Middenveld         |            |                      |   |   |   |    |   |
| Zvjezdan Misimović | 1982-06-05 | Galatasaray SK       | 9 | 0 | 1 |    |   |
| Miralem Pjanić     | 1990-04-02 | Olympique Lyon       | 8 | 0 | 3 |    |   |
| Elvir Rahimić      | 1976-04-04 | CSKA Moskou          | 6 | 0 | 0 |    |   |
| Sejad Salihović    | 1984-10-08 | TSG Hoffenheim       | 4 | 0 | 1 |    |   |
| Senad Lulić        | 1986-01-18 | Young Boys Bern      | 4 | 0 | 0 |    |   |
| Senijad Ibričić    | 1985-09-26 | Hajduk Split         | 3 | 5 | 1 |    |   |
| Haris Medunjanin   | 1985-03-08 | Maccabi Tel Aviv     | 3 | 3 | 1 |    |   |
| Samir Muratović    | 1976-02-25 | Sturm Graz           | 1 | 1 | 0 |    |   |
| Muhamed Džakmić    | 1985-08-23 | FK Sarajevo          | 1 | 0 | 0 |    |   |
| Jure Ivanković     | 1985-11-15 | NK Široki Brijeg     | 1 | 0 | 0 |    |   |
| Darko Maletić      | 1980-10-20 | Borac Banja Luka     | 1 | 0 | 0 |    |   |
| Dario Purić        | 1986-05-18 | Čelik Zenica         | 1 | 0 | 0 |    |   |
| Edin Višća         | 1990-02-17 | Željezničar Sarajevo | 1 | 0 | 0 |    |   |
| Mehmed Alispahić   | 1987-11-24 | HNK Šibenik          | 0 | 2 | 0 |    |   |
| Boris Raspudić     | 1982-01-07 | Borac Banja Luka     | 0 | 1 | 0 |    |   |
| Semir Štilić       | 1987-10-08 | Lech Poznań          | 0 | 1 | 0 |    |   |
| Adnan Zahirović    | 1990-03-23 | Čelik Zenica         | 0 | 1 | 0 |    |   |
| Aanval             |            |                      |   |   |   |    |   |
| Edin Džeko         | 1986-03-17 | Manchester City      | 8 | 0 | 3 |    |   |
| Vedad Ibišević     | 1984-08-06 | TSG Hoffenheim       | 6 | 2 | 3 |    |   |
| Zlatan Muslimović  | 1981-03-06 | PAOK Thessaloniki    | 2 | 3 | 0 |    |   |
| Adin Džafić        | 1989-05-21 | Čelik Zenica         | 1 | 0 | 0 |    |   |
| Ermin Zec          | 1988-02-18 | Gençlerbirliği SK    | 0 | 6 | 1 | 7  | 1 |
| Eldin Adilović     | 1986-02-08 | Čelik Zenica         | 0 | 1 | 0 |    |   |

N/FS BiH · A-internationals · Bondscoaches · Statistieken · Bosnisch vrouwenelftal · Bosnië U23 · Bosnië U21 · Bosnië U19 · Bosnië U18 · Bosnië U17 · Bosnië U16
1995 – 1999 ·
2000 – 2009 ·
2010 – 2019 ·
2020 − 2029
WK 2014
1995 · 
1996 · 
1997 · 
1998 · 
1999 · 
2000 · 
2001 · 
2002 · 
2003 · 
2004 · 
2005 · 
2006 · 
2007 · 
2008 · 
2009 · 
2010 · 
2011 · 
2012 · 
2013 · 
2014 · 
2015 · 
2016 · 
2017 · 
2018 ·
2019 ·
2020 ·
2021 ·
2022 ·
2023 ·
2024
Albanië ·
Algerije ·
Andorra ·
Argentinië ·
Armenië ·
Azerbeidzjan ·
Bahrein ·
Bangladesh ·
België ·
Brazilië · 
Bulgarije ·
Chili ·
China ·
Costa Rica ·
Cyprus ·
Denemarken ·
Duitsland ·
Egypte ·
Engeland ·
Estland ·
Faeröer ·
Finland ·
Frankrijk ·
Georgië ·
Ghana ·
Gibraltar ·
Griekenland ·
Hongarije ·
Ierland · 
IJsland ·
Indonesië ·
Iran ·
Israël ·
Italië ·
Ivoorkust ·
Japan ·
Joegoslavië · 
Jordanië ·
Kazachstan ·
Koeweit ·
Kroatië ·
Letland ·
Liechtenstein ·
Litouwen ·
Luxemburg ·
Maleisië ·
Malta ·
Mexico ·
Moldavië ·
Montenegro ·
Nederland ·
Nigeria ·
Noord-Ierland ·
Noord-Macedonië ·
Noorwegen ·
Oekraïne ·
Oezbekistan ·
Oman ·
Oostenrijk ·
Paraguay ·
Polen ·
Portugal ·
Qatar ·
Roemenië ·
San Marino ·
Schotland ·
Senegal ·
Servië en Montenegro ·
Slovenië ·
Slowakije ·
Spanje ·
Tsjechië ·
Tunesië · 
Turkije ·
Verenigde Staten · 
Vietnam ·
Wales ·
Wit-Rusland ·
Zimbabwe ·
Zuid-Korea ·
Zweden ·
Zwitserland
Argentinië (2014) ·
Iran (2014) ·
Nigeria (2014)